# Остуакан (муниципалитет)
Остуакан (исп. Ostuacán) — муниципалитет в Мексике, штат Чьяпас, с административным центром в одноимённом посёлке. Численность населения, по данным переписи 2020 года, составила 18 469 человек.

## Общие сведения
Название Ostuacán с языка науатль можно перевести, как тигриное логово.
Площадь муниципалитета равна 598 км², что составляет 0,8 % от площади штата, а наиболее высоко расположенное поселение Эль-Триунфо, находится на высоте 646 метров.
Он граничит с другими муниципалитетами Чьяпаса: на севере и востоке с Пичукалько и Сунуапой, на юге с Франсиско-Леоном и Текпатаном, на юго-западе с Мескалапой, а на западе с другим штатом Мексике — Табаско.

## Учреждение и состав
Муниципалитет был образован 23 ноября 1922 года, по данным 2020 года в его состав входит 110 населённых пунктов, самые крупные из которых:
| Код INEGI                  | Населённый пункт                                                                         | Численность населения (2005 год) | Численность населения (2010 год) | Численность населения (2020 год) |
| -------------------------- | ---------------------------------------------------------------------------------------- | -------------------------------- | -------------------------------- | -------------------------------- |
| 062                        | Всего                                                                                    | 16392                            | 17067                            | 18469                            |
| 0001                       | Остуакан (исп. Ostuacán) 17°24′20″ с. ш. 93°20′14″ з. д. (административный центр)        | 3278                             | 2979                             | 3141                             |
| 0019                       | План-де-Айяла (исп. Plan de Ayala) 17°28′26″ с. ш. 93°29′13″ з. д.                       | 1824                             | 1463                             | 1930                             |
| 0049                       | Нуэво-Хочимилько (исп. Nuevo Xochimilco) 17°27′17″ с. ш. 93°22′07″ з. д.                 | 1403                             | 1394                             | 1815                             |
| 0139                       | Нуэво-Хуан-дель-Грихальва (исп. Nuevo Juan del Grijalva) 17°25′37″ с. ш. 93°22′19″ з. д. | —                                | 1598                             | 1589                             |
| 0025                       | Хочимилько (исп. Xochimilco (Reymundo Enríquez)) 17°23′25″ с. ш. 93°18′17″ з. д.         | 642                              | 663                              | 812                              |
| 0006                       | Катедраль-де-Чьяпас (исп. Catedral de Chiapas) 17°26′28″ с. ш. 93°17′48″ з. д.           | 686                              | 735                              | 771                              |
| 0040                       | Линдависта (исп. Lindavista) 17°28′25″ с. ш. 93°28′45″ з. д.                             | 663                              | 716                              | 762                              |
| —                          | Прочие                                                                                   | 7896                             | 7520                             | 7649                             |
| Названия на карте Генштаба |                                                                                          |                                  |                                  |                                  |

## Экономическая деятельность
По статистическим данным 2000 года, работоспособное население занято по секторам экономики в следующих пропорциях:
- сельское хозяйство, скотоводство и рыбная ловля — 64,1 %;
- промышленность и строительство — 10,9 %;
- торговля, сферы услуг и туризма — 22,9 %;
- безработные — 2,1 %.

## Инфраструктура
По статистическим данным 2020 года, инфраструктура развита следующим образом:
- электрификация: 97,2 %;
- водоснабжение: 71,8 %;
- водоотведение: 96,5 %.